# Kast (druktechniek)

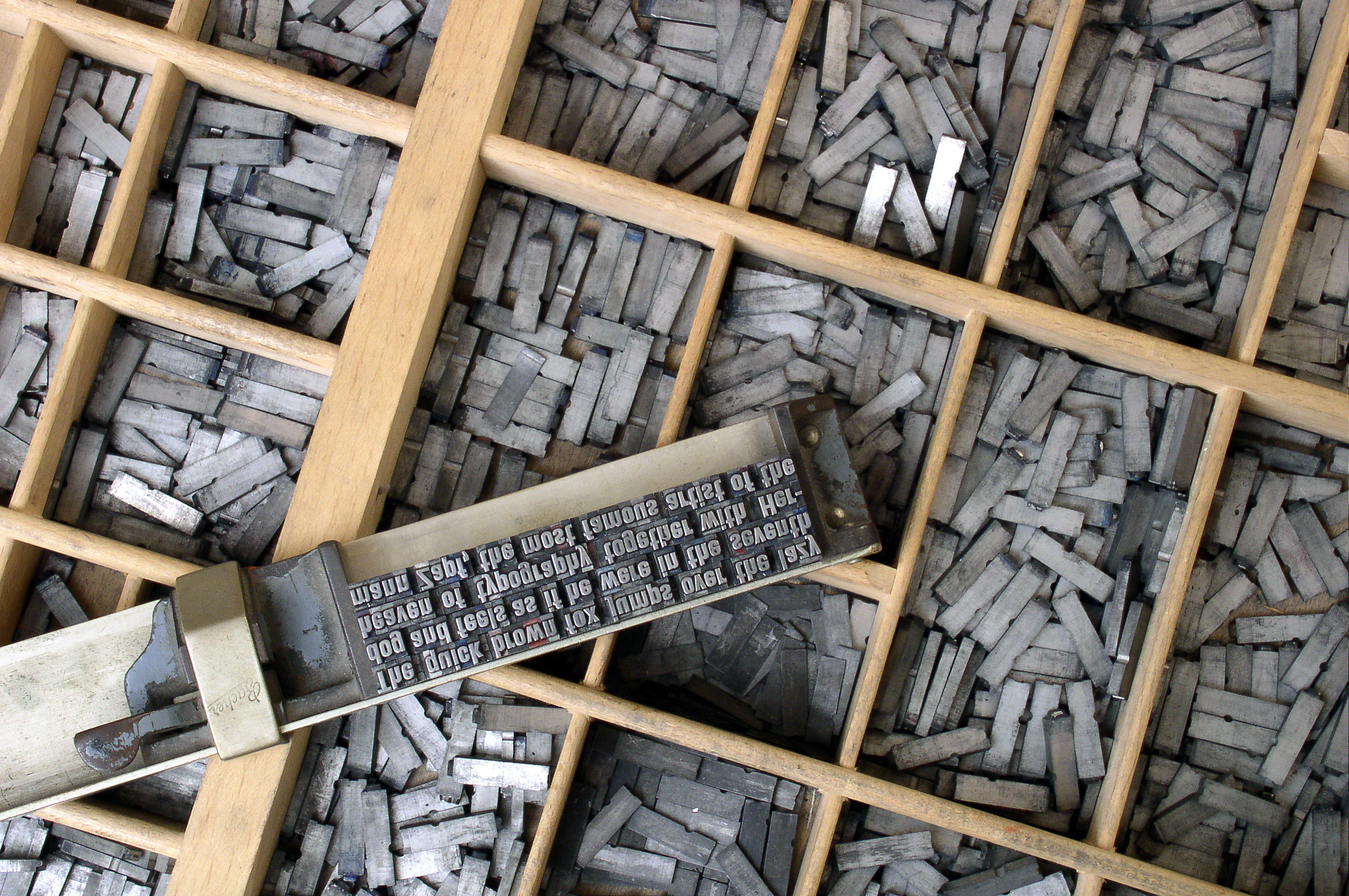
Een letterkast. Daarop ligt een messing zethaak met handzetsel

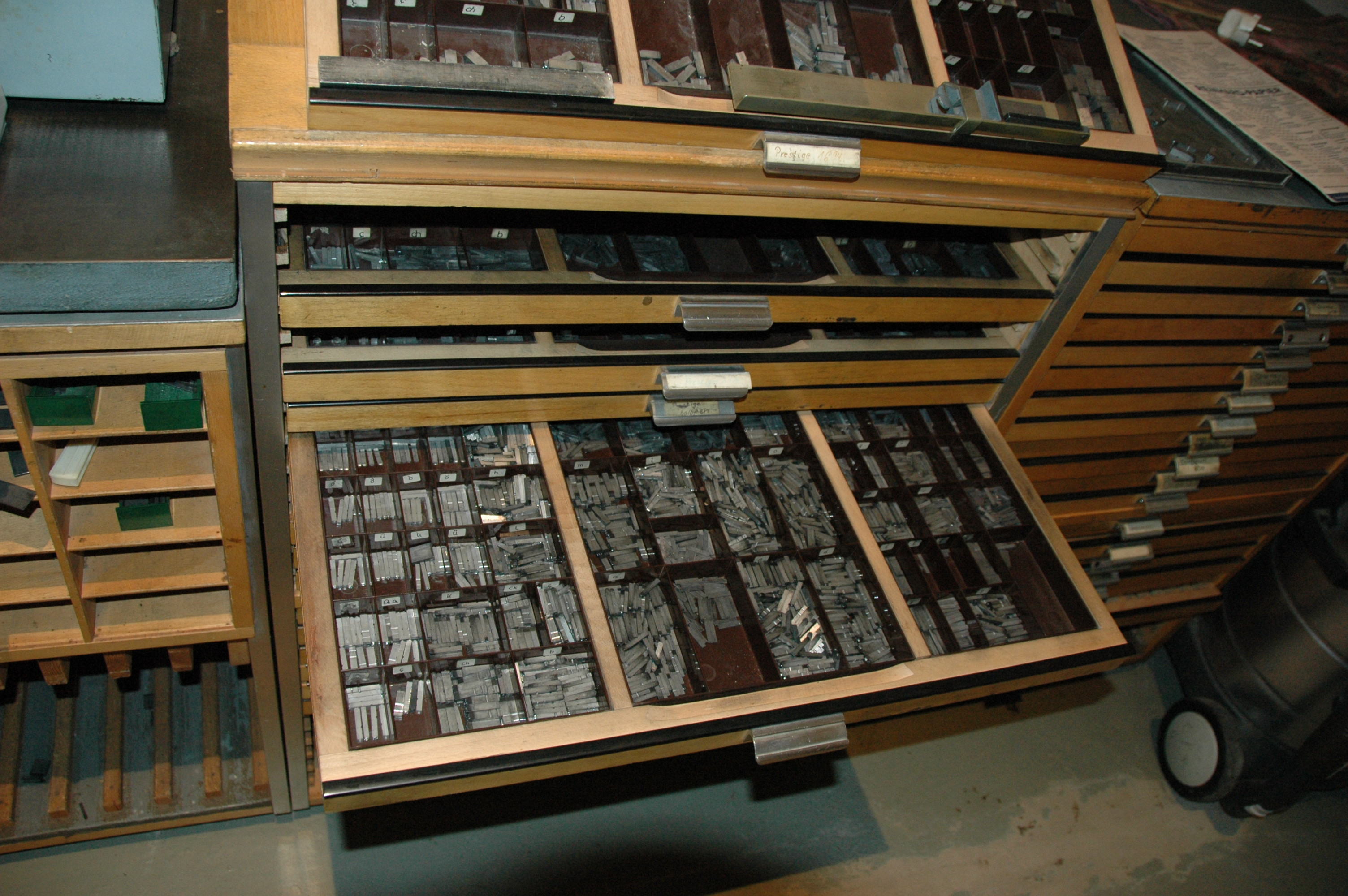
Een bok met openstaande Duitse letterkast

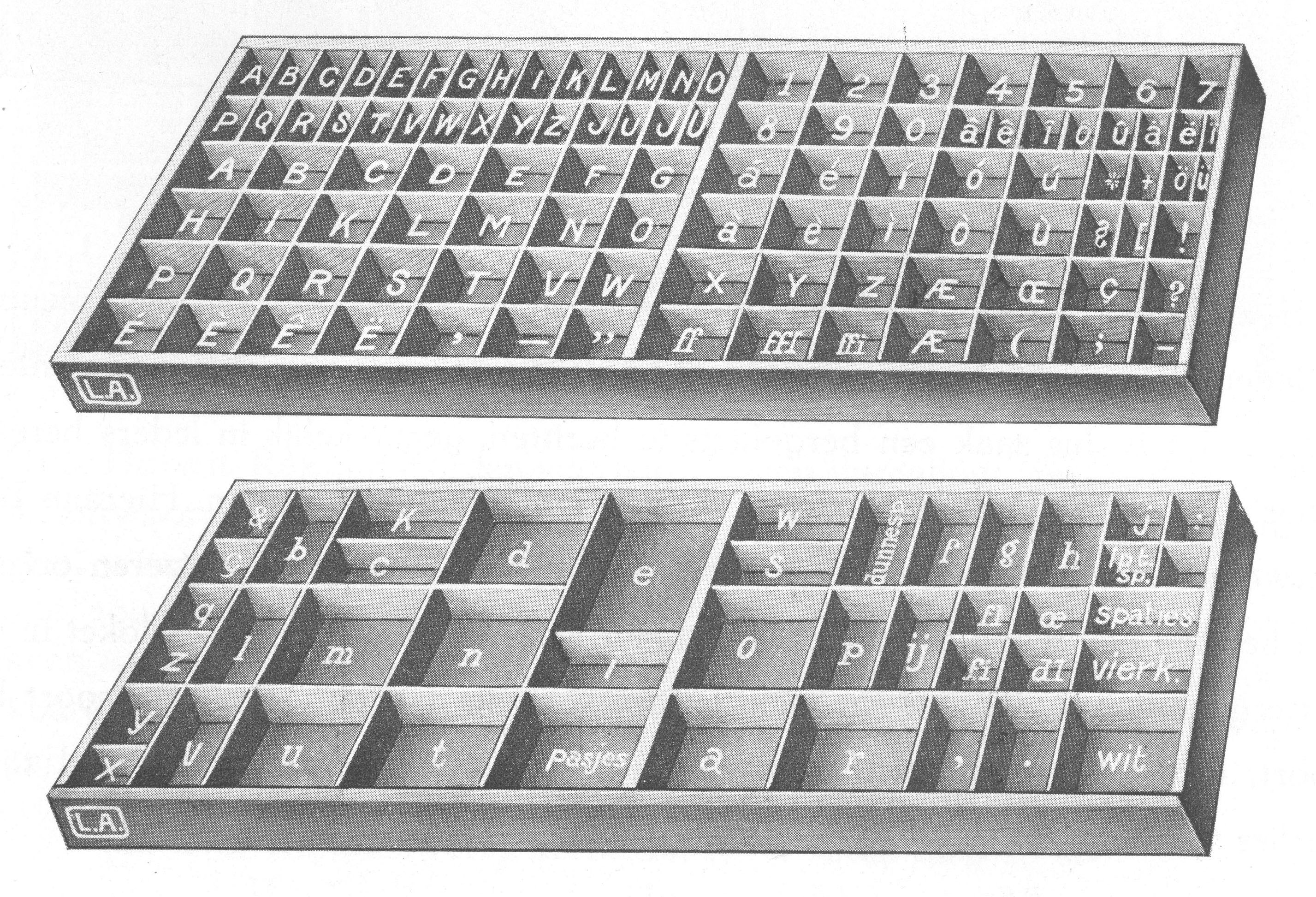
Boven- en onderkast volgens Nederlandse letterpolis. Linksboven in de bovenkast de klein kapitaaltjes die in de driekwartkast niet meer voorkomen

Een kast of letterkast is een lade waarin vakjes zijn aangebracht voor het opbergen van handletters. In de volksmond wordt het wel letterbak genoemd.
Na de uitvinding van de boekdrukkunst waren er twee verschillende kasten: de bovenkast voor kapitaalletters en de onderkast voor kleine letters. Op de bok is de bovenkast boven de onderkast geplaatst. De handzetter staat aan de bok en neemt de letters een voor een uit de kast om tekst te zetten.
De indeling van kasten verschilt voor verschillende talen. Elke taal heeft zijn eigen lettergebruik en de grootte van de vakjes in de kast moet daaraan worden aangepast. Het gebruik van accenten, diverse verschillende lettervormen, het alles heeft zo zijn invloed op de letterkasten. Dit resulteert in een taalspecifieke letterpolis. Lang niet alle drukkerijen hielden zich echter aan deze algemeen geachte letterkastindeling.
Er waren heel veel verschillende indelingen van letterkasten in gebruik in de wereld.
In de twintigste eeuw werden onder- en bovenkast samengevoegd in de driekwartkast. Daarnaast is er ook een kleinere kast in gebruik, de smoutkast.
Tegenwoordig wordt een letterkast/letterbak vaak als sierobject aan de muur gehangen gevuld met kleine siervoorwerpjes, pierrotkopjes e.d. Dat was in de jaren 1970, toen de meeste drukkerijen overgingen op offsetdruk, een veel gezien gebruik, maar sindsdien steeds minder.